# Wanna Be Startin' Somethin'
"Wanna Be Startin' Somethin'" er en hit-single fra 1982 af Michael Jackson fra sit Thriller-album. Nummeret var #1 på den danske og hollandske hitliste.

## Trivia
- I Grand Theft Auto: Vice City til PlayStation 2 fra 2002, er "Wanna Be Startin' Somethin'" et af numrene på radiostationen Flash FM.
- 'Ma Ma Say, Ma Ma Sa, Ma Ma Ku Sa' er kendt fra dette nummer, og brugt af adskillige kunstnere senere, bl.a. Eminem og Rihanna i "Please Don't Stop the Music".

| Musik | Spire Denne musikartikel er en spire som bør udbygges. Du er velkommen til at hjælpe Wikipedia ved at udvide den. |